# 842
Раннє Середньовіччя •  Епоха вікінгів •  Золота доба ісламу •  Реконкіста

## Геополітична ситуація
У Східній Римській імперії завершилося правління Феофіла, розпочалося правління Михаїла III. У Каролінзькій імперії триває правління Лотара I та його боротьби з братами. Північ Італії належить Каролінзькій імперії, Рим і Равенна під управлінням Папи Римського, герцогства на південь від Римської області незалежні, деякі області на півночі та на півдні належать Візантії. Піренейський півострів, окрім Королівства Астурія та Іспанської марки, займає Кордовський емірат. Вессекс підпорядкував собі більшу частину Англії, почалося вторгнення данів. Існують слов'янські держави: Перше Болгарське царство, Велика Моравія, Блатенське князівство.
Аббасидський халіфат очолив аль-Васік. У Китаї править династія Тан. Велика частина Індії під контролем імперії Пала, почалося піднесення Пратіхари. В Японії триває період Хей'ан. Хозарський каганат підпорядкував собі кочові народи на великій степовій території між Азовським морем та Аралом. Територію на північ від Китаю захопили єнісейські киргизи.
На території лісостепової України в IX столітті літописці згадують слов'янські племена білих хорватів, бужан, волинян, деревлян, дулібів, полян, сіверян, тиверців, уличів. У Північному Причорномор'ї співіснують різні кочові племена, зокрема булгари, хозари, алани, тюрки, угри, кримські готи. Херсонес Таврійський належить Візантії.

## Події
- 14 лютого Людовик II Німецький та Карл II Лисий уклали договір проти свого брата імператора Лотара I і проголосили Страсбурзькі клятви, записані розмовними мовами того часу.
- Помер візантійський василевс Феофіл, йому наслідував трирічний Михаїл III при регентстві матері Феодори.
- В Аббасидському халіфаті почалося правління аль-Васіка.
- Аглабіди при допомозі Неаполя захопили місто Мессіну на Сицилії.
- Кордовський емір Абдаррахман II здійснив рейд проти Іспанської марки, розграбував Арль.
- Вікінги вперше піднялися вгору Темзою і пограбували Лондон і Рочестер. Вони також встановили постійну базу на острові Нуармутьє в гирлі Луари.
- Зі смертю цемпо Ландарми Тибетська держава розпалася. Торгові шляхи в Середній Азії знову потрапили під контроль Китаю.
- У Китаї почалося гоніння буддизму. Сотням ченців наказано повернутися до мирського життя.
- Битва на мосту Корнеллана. Королівство Астурія очолив Раміро I.
- За легендою П'яст заснував династію польських правителів.